# Rosa iljinii
Rosa iljinii es una especie de planta del género Rosa, de la familia Rosaceae.

## Taxonomía
Rosa iljinii fue descrita por Chrshan. ex Gadzh. en 1973.

## Distribución
Se encuentra en el territorio de Transcaucasia.